# Hrastovi u Mrtvici
Hrastovi u podmajevičkom naselju Mrtvici su primerci hrastova lužnjaka (лат. Quercus robur) u opštini Lopare u Republici Srpskoj. Dva samostalna stabla, udaljena jedan od drugog, predstavljaju obeležje sela i lokalnu atrakciju.

## Opis dobra
Stariji hrast nalazi se u gazdinstvu Jovana Gligorovića, udaljenoj oko 2 km od centra sela. Obim hrasta je 6,5 metara i delovi stabla su znatno oštećeni i osušeni. Mlađi hrast nalazi se u dvorištu stare škole. Ima obim stabla od 4,3 metara i drvo je dobrom stanju, sa velikom nepravilnom krošnjom i zdravim deblom. Listovi su zelene boje i neravnomerno rasprostranjeni. Pupoljci su jajastog oblika. Cvetanje je u periodu između aprila i maja.
Nema preciznih podataka o starosti hrastova, ali se prema obimu debla procenjuje da su stari više stotita godina.